# Hyperolius acutirostris
Hyperolius acutirostris är en groddjursart som beskrevs av Buchholz och Peters in Peters 1875. Hyperolius acutirostris ingår i släktet Hyperolius och familjen gräsgrodor. IUCN kategoriserar arten globalt som nära hotad. Inga underarter finns listade i Catalogue of Life.